# Oseček
Oseček är en ort i Tjeckien.   Den ligger i regionen Mellersta Böhmen, i den centrala delen av landet, 50 km öster om huvudstaden Prag. Oseček ligger 190 meter över havet och antalet invånare är 108.
Terrängen runt Oseček är platt. Runt Oseček är det ganska tätbefolkat, med 96 invånare per kvadratkilometer. Närmaste större samhälle är Kolín, 8,9 km söder om Oseček. Trakten runt Oseček består till största delen av jordbruksmark.